# Popielina-Towarzystwo
Popielina-Towarzystwo (dawn. Popielina-Folwark) – część wsi Popielina w Polsce, położona w województwie łódzkim, w powiecie wieruszowskim, w gminie Lututów.
W latach 1975–1998 miejscowość administracyjnie należała do województwa sieradzkiego.
Inne miejscowości o nazwie Popielina: Popielina